# Skønhedens Forbandelse
Skønhedens Forbandelse (originaltitel Tess of the d'Urbervilles) er en amerikansk stumfilm fra 1924 instrueret af Marshall Neilan.

## Medvirkende
- Blanche Sweet som Teresa "Tess" Durbeyfield
- Conrad Nagel som Angel Clare
- Stuart Holmes som Alexander "Alec" D'Urberville
- George Fawcett som John Durbeyfield
- Victory Bateman som Joan Durbeyfield
- Courtenay Foote som Richard Crick
- Joseph J. Dowling
- Billy Butts